# Pferdeaktinie
Die Pferdeaktinie (Actinia equina), auch Purpurrose genannt, ist eine Seeanemone (Ordnung Actiniaria) und gehört zur Klasse der Blumentiere (Anthozoa).

## Merkmale
Pferdeaktinien sind von roter Farbe, sie erreichen eine Höhe von fünf Zentimeter, die 192 spitzen Tentakel werden bis zu zwei Zentimeter lang. Die Tentakeln sind in sechs Kreisen am Rand der Mundscheibe angeordnet. Zwischen dem äußeren Tentakelkranz und der Rumpfwand befinden sich "Randsäckchen", die mit Nesselkapseln beladen sind. Die Beute setzt sich aus Fischen, Krebsen und Mollusken zusammen. Sie kommen in zwei Formen vor, die sich nach Größe, Lebensraum und der Art der Fortpflanzung unterscheiden. Form 1 erreicht einen Durchmesser von sechs bis sieben Zentimetern. Sie lebt in der unteren Gezeitenzone und legt Eier (ovipar). Form 2 erreicht einen Durchmesser von 2,5 bis drei Zentimetern, lebt in der oberen Gezeitenzone und ist lebendgebärend (vivipar). Bei ihnen entwickeln sich die Eizellen schon im Gastralraum zu Planulalarven.
Pferdeaktinien können bei Ebbe trockenfallen und ertragen auch Regen und Aussüßung des Wassers. Tagsüber und bei ungünstigen Bedingungen zieht die Pferdeaktinie ihre Tentakel ein. Fällt sie trocken, schützt sie sich durch Schleimproduktion vor dem Austrocknen.

## Ernährung
Pferdeaktinien ernähren sich als Wegelagerer von kleinen Fischen, Krebsen und Weichtieren. Bei unzureichender Versorgung mit Carotinoiden können sie ausbleichen.

## Vorkommen
Pferdeaktinien sind im nordöstlichen Atlantik und im Mittelmeer an steinigen Küsten in der Gezeitenzone verbreitet.
A. equina ist eine der häufigsten Seerosen im Gezeitenbereich der Mittelmeer-, Atlantik- und Nordseeküste.

## Name

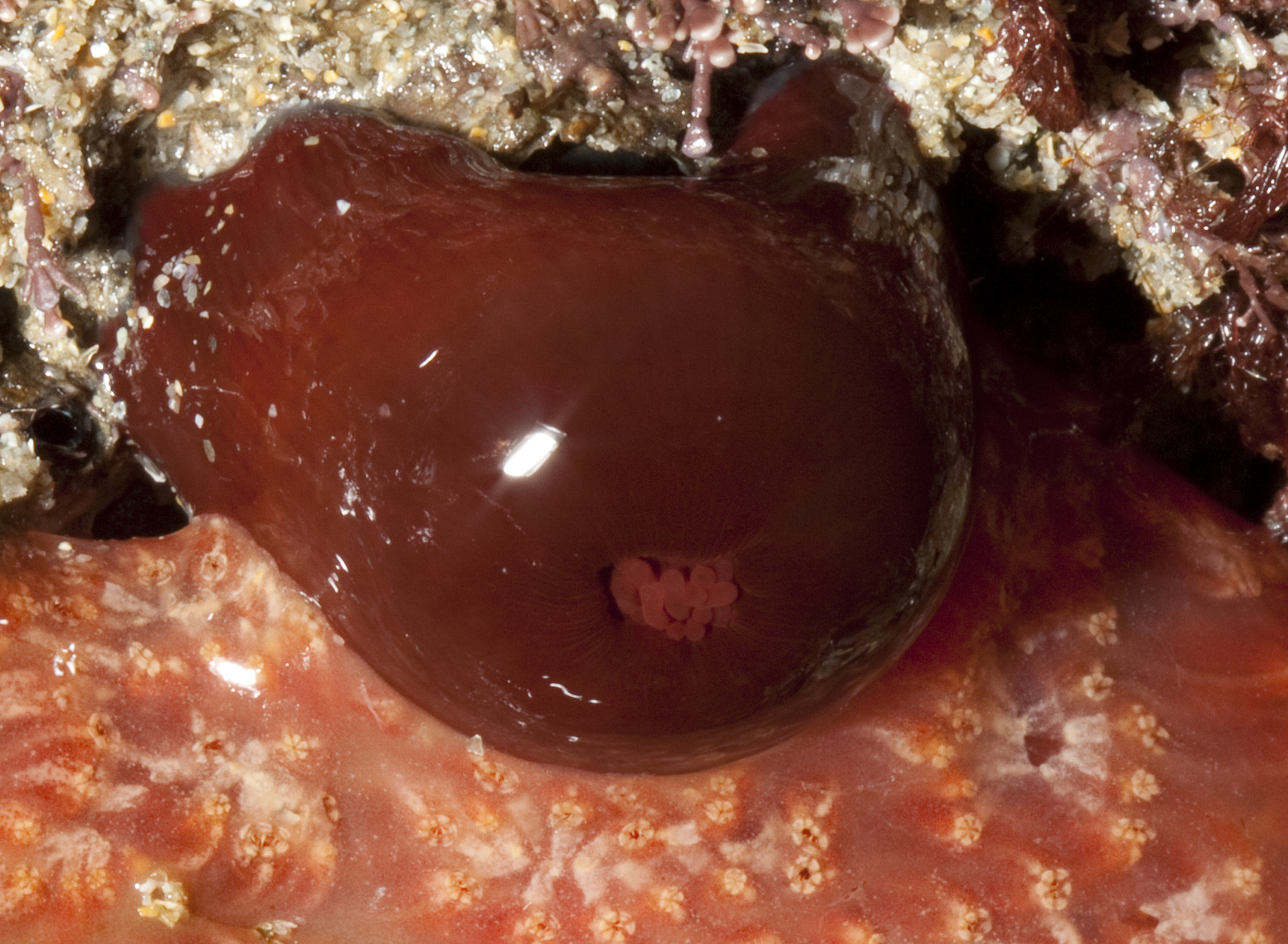
Pferdeaktinie (Actinia equina) mit eingezogenen Tentakeln

Linnaeus beschrieb die Pferdeaktinie 1758 zunächst als Priapus equinus, erst später stellte er sie in die Gattung Actinia. Priapos war ein griechischer Fruchtbarkeitsgott, der oft mit überdimensionalem Penis dargestellt wurde. Linnaeus verglich die beiden morphologisch ähnlichen aber eigentlich nicht verwandten Arten Priapus humanus und Priapus equinus (im Zustand mit eingezogenen Tentakeln) mit dem nicht erigierten Penis eines Menschen beziehungsweise eines Hauspferdes, was beim deutschen Trivialnamen erhalten blieb.